# Episodi di Scrubs - Medici ai primi ferri (sesta stagione)
Il 15 maggio 2006 la NBC ha annunciato il rinnovo del contratto dei diritti di Scrubs per un'altra stagione, la sesta, che avrebbe dovuto essere messa in onda negli Stati Uniti a partire da gennaio, cioè a metà stagione televisiva. La sesta stagione di Scrubs - Medici ai primi ferri tuttavia è iniziata il 30 novembre 2006.
| nº | Titolo originale                                | Titolo italiano                                                                | Prima TV USA     | Prima TV Italia  |
| -- | ----------------------------------------------- | ------------------------------------------------------------------------------ | ---------------- | ---------------- |
| 1  | My Mirror Image (part 2)                        | Il mio riflesso allo specchio                                                  | 30 novembre 2006 | 4 ottobre 2007   |
| 2  | My Best Friend's Baby's Baby and My Baby's Baby | Il bambino della bambina del mio migliore amico e il bambino della mia bambina | 7 dicembre 2006  | 4 ottobre 2007   |
| 3  | My Coffee                                       | Il mio caffè                                                                   | 14 dicembre 2006 | 11 ottobre 2007  |
| 4  | My House                                        | Il mio House                                                                   | 4 gennaio 2007   | 11 ottobre 2007  |
| 5  | My Friend with Money                            | La mia amica con i soldi                                                       | 11 gennaio 2007  | 18 ottobre 2007  |
| 6  | My Musical                                      | Il mio musical                                                                 | 18 gennaio 2007  | 18 ottobre 2007  |
| 7  | His Story IV                                    | La sua storia VI                                                               | 1º febbraio 2007 | 25 ottobre 2007  |
| 8  | My Road to Nowhere                              | Il mio viaggio a vuoto                                                         | 8 febbraio 2007  | 25 ottobre 2007  |
| 9  | My Perspective                                  | La mia prospettiva                                                             | 15 febbraio 2007 | 8 novembre 2007  |
| 10 | My Therapeutic Month                            | Il mio mese terapeutico                                                        | 22 febbraio 2007 | 8 novembre 2007  |
| 11 | My Night to Remember                            | La mia notte dei ricordi                                                       | 1º marzo 2007    | 15 novembre 2007 |
| 12 | My Fishbowl                                     | Il mio piccolo acquario                                                        | 8 marzo 2007     | 15 novembre 2007 |
| 13 | My Scrubs                                       | I miei camici                                                                  | 15 marzo 2007    | 22 novembre 2007 |
| 14 | My No Good Reason (part 1)                      | Il mio nessun buon motivo                                                      | 22 marzo 2007    | 22 novembre 2007 |
| 15 | My Long Goodbye (part 2)                        | Il mio lungo addio                                                             | 5 aprile 2007    | 29 novembre 2007 |
| 16 | My Words of Wisdom                              | Le mie sagge parole                                                            | 12 aprile 2007   | 29 novembre 2007 |
| 17 | Their Story                                     | La loro storia                                                                 | 19 aprile 2007   | 6 dicembre 2007  |
| 18 | My Turf War                                     | Il mio scontro territoriale                                                    | 26 aprile 2007   | 6 dicembre 2007  |
| 19 | My Cold Shower                                  | La mia doccia fredda                                                           | 3 maggio 2007    | 13 dicembre 2007 |
| 20 | My Conventional Wisdom                          | Il mio congresso medico                                                        | 10 maggio 2007   | 13 dicembre 2007 |
| 21 | My Rabbit (part 1)                              | Il mio coniglio                                                                | 17 maggio 2007   | 20 dicembre 2007 |
| 22 | My Point of No Return (part 2)                  | Il mio punto di non ritorno                                                    | 24 maggio 2007   | 20 dicembre 2007 |

## Il mio riflesso allo specchio
- Titolo originale: My Mirror Image (part 2)
- Diretto da: John Inwood
- Scritto da: Tim Hobert

### Trama
J.D. si rende conto che sta per diventare padre; il dottor Cox è preoccupato all'idea che la sua rabbia influenzerà i suoi figli;
Carla e Turk si organizzano per l'imminente arrivo del loro neonato; Elliot si sente tagliata fuori, in quanto è l'unica senza figli; l'inserviente medita se ha buttato via la sua vita.
J.D., il dottor Cox e l'inserviente hanno a che fare con pazienti che sono ritratti dall'attore che interpreta il rispettivo personaggio (Zach Braff, John C. McGinley e Neil Flynn), come se si guardassero allo specchio. La paziente di J.D. è Ms. Zeebee (il cognome del personaggio è costituito dalle iniziali dell'attore interprete); il paziente del dottor Cox è "il signor Slydell" (come un personaggio di un suo precedente ruolo); il degente che stringe l'amicizia con l'inserviente si chiama O'Neil (come il nome di battesimo dell'attore): mentre l'inserviente tormenta J.D., il signor O'Neil è tormentato dalla mancata laurea in legge (in inglese "Juris Doctorate", abbreviato in J.D.).
Alla fine dell'episodio, le facce dei pazienti si trasformano nelle facce dei personaggi principali correlati, rivelando loro la correlazione.
Alla fine, Turk aiuta l'inserviente a giocare uno scherzo a J.D. trasformandolo in una bandiera.

## Il bambino della bimba del mio migliore amico e il bambino della mia bimba
- Titolo originale: My Best Friend's Baby's Baby and My Baby's Baby
- Diretto da: Gail Mancuso
- Scritto da: Neil Goldman, Garrett Donovan

### Trama
Carla deve partorire e viene quindi ricoverata in ospedale. Turk e J.D. sono pronti per festeggiare l'evento con una banda musicale. J.D. e Kim intanto devono decidere se tenere o meno il bambino. Alla fine chiederanno consiglio a Jordan e decideranno di tenerlo. Turk rimane per sbaglio intrappolato nella macchina del ghiaccio, in quanto sarebbe servito a Carla per raffreddare la sua bibita. Per questo motivo non riuscirà a stare vicino a Carla fino al momento del parto, quando riuscirà a togliere la mano incastrata ed andare in sala operatoria e vedere nascere sua figlia. Isabella "Izzie" Turk è nata e tutto il Sacro Cuore fa le congratulazioni alla neo-mamma Carla e al neo-papà Turk.

## Il mio caffè
- Titolo originale: My Coffee
- Diretto da: Rick Blue
- Scritto da: Tad Quill

### Trama
Al Sacro Cuore viene aperta una caffetteria. Elliot ha in cura un altro dottore, il dr. Turner, che preferisce fare un intervento rischioso piuttosto che far uso di medicinali. Carla intanto decide di prendersi un anno di ferie dal lavoro per stare con sua figlia Izzie e Turk non è per nulla felice di questa decisione. Alla fine il dr. Turner chiede a Elliot se vuole diventare un medico privato invece che lavorare sempre come comune medico al Sacro Cuore. Elliot accetta il nuovo lavoro. Kim informa J.D. che le è stato appena offerto un lavoro a Takoma, Washington.

## Il mio House
- Titolo originale: My House
- Diretto da: John Putch
- Scritto da: Bill Callahan

### Trama
Al Sacro Cuore una donna viene ricoverata perché deve partorire, inspiegabilmente il marito è di colore arancione. Cox inizia quindi a cercare di capire perché questo accada, in quanto non c'è nulla che se ingerito o usato sulla pelle possa far diventare questa di colore arancione. Cox nota che l'uomo beve spessissimo succo di pomodoro e altrettanto spesso mangia delle carote. Elliot intanto è arrabbiata con Turk e quest'ultimo non riesce a capirne il motivo. L'Inserviente nel frattempo si è dato alla verniciatura e vernicia diverse stanze nell'ospedale. Sarà proprio la sua vernice a far capire a Cox come mai il suo paziente è arancione: il bere tantissimo succo di pomodoro può far diventare rossi, mentre una persona che mangia tantissime carote diventa gialla. Una persona invece che assume grandi dosi di entrambe le cose diventerà arancione, in quanto se si mischia il colore rosso con il colore giallo si ottiene l'arancione. Cox scoprirà anche il motivo dell'arrabbiatura di Elliot: Turk la stessa mattina le aveva detto che non sarebbe cambiato nulla dopo che lei fosse diventata una dottoressa privata. Elliot si è infuriata in quanto il nuovo lavoro che ha scelto è meglio del precedente, sia a livello monetario e retributivo, sia a livello lavorativo, in quanto si lavora meno per guadagnare di più. L'unico mistero che Cox non riuscirà a risolvere è quello di chi piange sempre ogni sera. Ogni notte si sentono dei lamenti nell'ospedale e nessuno ha mai capito chi fosse: era in realtà Carla, in preda alla depressione post-partum.

## La mia amica con i soldi
- Titolo originale: My Friend with Money
- Diretto da: John Michael
- Scritto da: Gabrielle Allan

### Trama
Elliot è diventata ricca e può permettersi di tutto e di questo J.D. è felicissimo. Cox e l'Inserviente intanto decidono di cooperare al fine di trovare una stanza dell'ospedale libera in cui potersi rilassare senza nessun altro. L'Inserviente trova la stanza di un uomo morto lussuosissima. Cox decide allora di tenere nascosta la morte del paziente a Kelso, al fine di poter usufruire senza problemi della stanza. I due "amici" si chiudono dentro alla stanza e guardano partite di football, bevono birre e dormono. Cox però dopo alcune stravaganze dell'Inserviente decide di andarsene. L'Inserviente decide allora di murare la porta di entrata e di rimanere chiuso dentro alla stanza per sempre, o almeno finché c'è cibo. Cox è dubbioso dopo il fatto che, tornando alla loro stanza, la porta non ci fosse più ma che all'interno si sentisse della musica, che altro non era che la musica prodotta dallo stereo acceso dall'Inserviente. J.D. e Cox intanto si sono schierati contro Elliot per il fatto che per loro il medico privato è un medico "traditore" che sfrutta solo per soldi le sue conoscenze. Alla fine però J.D. confesserà che la sua non è altro che invidia. Cox alla fine dell'episodio scala l'intero edificio con un piccone ed entra nella stanza dell'Inserviente dalla finestra per decidere cosa farne. Kelso però sfonda il muro con una motosega e rimprovera il medico e l'Inserviente per ciò che hanno fatto.

## Il mio musical
- Titolo originale: My Musical
- Diretto da: Will Mackenzie
- Scritto da: Deb Fordham

### Trama
Una paziente ha un aneurisma cerebrale e, per questo motivo, sente tutte le persone esprimersi cantando come in un musical.
- Canzoni: Lo Stato è già Confusionale; Benvenuta al Sacro cuore; È importante la pupù; Ci mancherai Carla; Raise; Opinioni; È meglio esser duri (in questo gran viavai); Amore maschio; Turk, sono dominicana!; Sempre Amici; Finale.

## La sua storia IV
- Titolo originale: His Story IV
- Diretto da: Linda Mendoza
- Scritto da: Mike Schwartz

### Trama
L'episodio è raccontato tramite il punto di vista di Kelso. Al Sacro Cuore arriva un ex-militare ferito in Iraq di nome Dancer. Kelso lo prende in simpatia e i loro discorsi sulla guerra e i politici fanno nascere una vera e propria rivalità tra tutto l'ospedale che si divide in due gruppi: democratici e repubblicani. Cox e Turk sono entrambi democratici e diventano quasi amici, mentre Elliot e Keith sono repubblicani. Tra le due "coppie" continuano a nascere battibecchi per tutto il giorno. Kelso passa invece la giornata con il soldato Dancer e rivede in lui gli anni che aveva passato da giovane in guerra. Kelso si accorge alla fine che se vuole far funzionare l'ospedale e tenere sotto controllo i medici deve fare la parte del cattivo, come spiegatogli anche dallo stesso Dancer. Kelso infatti zittisce tutti con delle minacce e ognuno inizia ad odiarlo, mentre lo stesso Kelso capisce che è bloccato in una situazione irreversibile e che dovrà sempre fingersi ciò che non è: cattivo.

## Il mio viaggio a vuoto
- Titolo originale: My Road to Nowhere
- Diretto da: Mark Stegemann
- Scritto da: Mark Stegemann

### Trama
Kim sta per fare la sua prima ecografia, inizialmente J.D. pensa di non andarci poiché è molto impegnato nel cercarsi un nuovo appartamento, però, poi capisce quanto sia importante e decide di andarci. Carla, Elliot, Keith decidono di accompagnarlo e grazie a Ted useranno il nuovo camper del dottor Kelso, dove si è nascosto l'inserviente. Intanto tramite un'ecografia si scopre che il bambino che aspetta Jordan dovrà essere operato ancora prima di nascere. J.D. arriva all'ospedale dove lavora Kim, ma lei gli dice che ha subito un aborto e che ha ricevuto un'offerta di lavoro permanente nel nuovo ospedale; così J.D e Kim si lasciano da buoni amici. Alla fine della puntata si vedrà però Kim fare l'ecografia, scoprendo quindi che ciò che ha raccontato a J.D. era una bugia. Nel frattempo l'operazione del figlio di Jordan e Cox va bene, e si scopre che sarà una bambina.

## La mia prospettiva
- Titolo originale: My Perspective
- Diretto da: John Putch
- Scritto da: Angela Nissel

### Trama
Senza casa e ormai single, J.D., spinto dalla disperazione, decide di chiedere un consulto medico. Intanto il dottor Kelso raduna i medici e gli impone "in ogni luogo e in ogni tempo" di mentire ai pazienti, evitando loro preoccupazioni e all'ospedale inutili cause. Turk, invece, occupatosi di J.D. tutta la settimana e succube di un suo assistente, chiede a Carla ed Elliot di occuparsene. L'inserviente stuzzica J.D. nonostante la distanza...

## Il mio mese terapeutico
- Titolo originale: My Therapeutic Month
- Diretto da: Ken Whittingham
- Scritto da: Aseem Batra

### Trama
Turk accompagna JD a vedere un appartamento e, a causa di un'imprudenza, Turk si rompe il braccio. Non potendo operare con il gesso, Turk viene obbligato dal dottor Kelso di dover fare da assistente medico al dottor Cox, ma da subito ha problemi ad integrarsi per la poca conoscenza delle patologie e delle loro cure e perciò viene escluso dal dottor Cox. Intanto Elliot chiede a Keith di andare a vivere con lei, e JD che ha in cura Brian Dancer, il soldato, conosce la fisioterapista Ann Chase, la quale aiuterà Brian a renderlo capace di scrivere il proprio nome entro un mese. Con il passare del mese Elliot, grazie all'aiuto di Carla, cerca di andare incontro a Keith per avere una convivenza pacifica, cosa ritenuta complicata a causa delle regole ferree della stessa, Turk per studiare medicina si farà aiutare da Carla in modo da farsi notare dal dottor Cox e JD, che inizialmente finge di uscire con la fisioterapista per dar forza a Brian in un momento difficile per lui, viene respinto veramente dalla stessa quando le chiede davvero di uscire e questo gli fa capire che sta superando la fase depressiva dovuta ai problemi avuti in quel periodo.

## La mia notte dei ricordi
- Titolo originale: My Night to Remember
- Diretto da: Richard Davis
- Scritto da: Debra Fordham

### Trama
Durante il turno di notte c'è poco movimento dentro il Sacro Cuore, dove l'ultimo paziente arrivato è un uomo con seri danni fisici causati da un tentativo di suicidio. JD, Elliot, Turk e Carla stanno di guardia a quell'uomo e, nel frattempo, ripercorrono tutti i vari momenti vissuti dentro l'ospedale dal loro arrivo.

## Il mio piccolo acquario
- Titolo originale: My Fishbowl
- Diretto da: Chris Koch
- Scritto da: Kevin Biegel

### Trama
Brian Dancer, il soldato ricoverato, viene dimesso dalla clinica del Sacro Cuore ma poco dopo viene ritrovato svenuto nel suo letto, facendo credere ai medici che abbia provato a suicidarsi. Una volta sveglio si scopre il perché del gesto: non è stata accettata la sua richiesta di rientrare nell'esercito. Nonostante tutti vogliono aiutarlo, lui non accetta il loro aiuto dicendo che non riesce a fidarsi di persone che non riescono ad essere sinceri l'uno con l'altro. Ma alla fine, maggiormente grazie all'aiuto di Elliot, riesce a reagire e andare via dall'ospedale.

## I miei camici
- Titolo originale: My Scrubs
- Diretto da: John Putch
- Scritto da: Clarence Livingston

### Trama
Kelso ha un'amica con cui si ritrova su una panchina al parco, Maggie Suarez, che ha problemi di salute. Kelso decide così di portarla al Sacro Cuore, dove si scopre che la donna non ha l'assicurazione sanitaria. Grazie alla collaborazione dello staff dell'ospedale Maggie riesce tuttavia ad essere ricoverata evitando che Kelso scopra la verità su Maggie. Intanto un ex-paziente tossicodipendente di Elliot, Sam, è il nuovo terapista di gruppo al Sacro Cuore, e ciò rallegra Elliot, convinta che le persone possano cambiare. Cox sostiene invece che le persone siano sempre le stesse di sempre, anche quando Sam racconta che ormai si è disintossicato. L'Inserviente nel frattempo ricatta Carla con strambe richieste visto che 2 anni prima aveva smarrito Rowdy e lo aveva sostituito con Stephen, un cane impagliato identico a Rowdy, ma lei non gli dà corda. Kelso si indigna nello scoprire che gran parte delle spese del Sacro Cuore sono per camici (Scrubs in inglese), i quali vengono rubati di continuo da tutto lo staff. Decide quindi di far indossare a tutti dei camici scuri monocolore per ripicca. Carla scopre però che Rowdy è come un fratello per Turk, e pur di riaverlo dall'Inserviente acconsente alle sue richieste. Escogita poi un piano con Laverne per recuperare Rowdy all'insaputa dell'Inserviente. Mentre Kelso è al parco incontra nuovamente Maggie, le cui condizioni sanitarie non sono migliorate. Kelso, sconvolto, scopre che l'amica non è assicurata e ritorna furioso in ospedale. Cox riesce a far confessare Sam che in realtà non si è disintossicato, ma che anzi si è circondato di tossici per avere più facilmente le dosi. Nonostante ciò, Cox lascia credere ad Elliot ciò di cui è convinta per non farle perdere la fiducia nelle persone. Carla confessa a J.D. e Turk della storia di Rowdy, ma essi non sembrano arrabbiarsi. Kelso intanto fa ritornare i camici colorati in ospedale, convinto da Turk.

## Il mio nessun buon motivo
- Titolo originale: My No Good Reason (part 1)

Cox scopre incredulo che Laverne ha avuto un incidente d'auto, è in coma ed è sul punto di morire

- Diretto da: Zach Braff
- Scritto da: Janae Bakken

### Trama
Al Sacro Cuore arriva un bambino gravemente ferito, ciò da modo a Cox e Laverne di creare un lungo dibattito sulla religione e il destino. Laverne sostiene che l'intera vita sia solo una prova, che ogni cosa che capiti al mondo è destinata ad accadere e che c'è sempre un motivo per ogni cosa che accade. Cox invece sostiene l'esatto opposto. Nel frattempo Carla ha assunto una nuova tata (Mircea Monroe) per sua figlia Isabella, ma Turk si trova in grande imbarazzo dato che ne è fisicamente attratto. Proprio per questo l'intero reparto di chirurgia finisce per guardare le telecamere di sicurezza della casa di Turk in cui è ben visibile la nuova tata, e Carla appena lo scopre si infuria. Elliot nel mentre si fa aiutare dall'Inserviente per portare ad una paziente il suo cagnolino perso qualche giorno prima.
L'episodio si conclude con Cox sgomento che, dopo essere rientrato in ospedale per il turno di notte, viene informato del fatto che Laverne ha avuto un grave incidente d'auto ed è entrata in coma da diverse ore dopo la loro discussione.

## Il mio lungo addio
- Titolo originale: My Long Goodbye (part 2)
- Diretto da: Victor Nelli Jr.
- Scritto da: Dave Tennant

### Trama
Dopo l'entrata in coma di Laverne, quasi tutti vanno a salutarla pensando non abbia più speranze tranne Carla. Nel frattempo, Jordan partorisce e si aspetta la visita dei suoi amici, ma il dottor Cox non vuole dire in giro questa bella notizia per non collegare la nascita della figlia con la morte di Laverne e, perciò, farà di tutto per non spargere la voce. Alla fine anche Carla capisce che deve salutare la sua amica prima che sia troppo tardi e, dopo averla salutata, Laverne passa a miglior vita.

## Le mie sagge parole
- Titolo originale: My Words of Wisdom
- Diretto da: Victor Nelli Jr.
- Scritto da: Eric Weinberg

### Trama
Dopo il funerale di Laverne, la vita nel Sacro Cuore riparte con la solita routine e questo a Carla non va giù. Keith decide di voler lasciare Elliot perché non vede che lei ricambia l'amore che prova lui. Il dottor Cox cerca di stare un po' in pace ma tutti cercano il suo aiuto. JD e Turk hanno in cura un bambino non udente, il quale secondo le analisi non ha nulla di grave e, in più, si trova in un'età in cui può essere curata la sordità ma il padre, anche lui non udente, non vuole. Grazie a un permesso della madre, il bambino viene operato e i due dottori capiscono che il padre vuole il meglio per il figlio, ma sentiva un legame forte con il figlio grazie alla sordità. Alla fine Carla assimila il lutto e Elliot confessa il suo amore a Keith.

## La loro storia
- Titolo originale: Their Story
- Diretto da: Richard A. Wells
- Scritto da: Andrew Schwartz

### Trama
Questa volta si seguono le storie di Ted, Jordan e il Todd. Ted cercherà di aiutare le infermiere, Jordan, che prima mette i bastoni tra le ruote a Elliot e Keith, cercherà di sistemare il danno fatto e Todd dovrà convincere Turk a non litigare con il primario del reparto di Chirurgia Estetica.

## Il mio scontro territoriale
- Titolo originale: My Turf War
- Diretto da: Bill Lawrence
- Scritto da: Sean Russell

### Trama
Keith va via per qualche giorno e JD prende l'occasione per passare un po' di tempo con Elliot, cosa che i due amici fanno sempre più raramente, ma lei declina l'offerta dicendo di avere un altro impegno. Ma in ospedale arriva Melody, un'amica di Elliot del college, e Elliot decide di uscire con lei e JD ci resta male e quella sera, a causa di un malinteso, fa infuriare Melody con l'amica. Una volta chiarite, JD chiede scusa a Elliot e le spiega che gli dispiaceva il loro allontanamento da amici, ed Elliot gli promette che ci saranno altri momenti per loro. Il dottor Cox e Turk si sballottano il fattorino Lloyd, ricoverato per un dolore, dal reparto di medicina al reparto di chirurgia creando una sfida tra i due. Infine si scopre che Keith era andato via per andare dal padre di Elliot per chiedere il permesso di sposare la figlia e, inginocchiandosi, le chiede di sposarlo davanti alle facce sbalordite di JD e Melody.

## La mia doccia fredda
- Titolo originale: My Cold Shower
- Diretto da: John Inwood
- Scritto da: Janae Bakken

### Trama
Sfortunatamente l'anello di fidanzamento non entra al dito di Elliot e lei, a richiesta di Keith, decide di fargli rifare la proposta come ha sempre sognato che fosse, in modo da dargli tempo per allargare l'anello. Intanto Turk chiede alla moglie di fare sesso ma lei dice di non essere ancora pronta, e Carla ed Elliot scoprono che i valori delle analisi di due anziani sono compatibili e non sanno cosa abbiano, ma il dottor Cox e il dottor Kelso capiscono subito che possa essere una malattia venerea, cosa che sorprende molti dello staff medico e mostrando un tabù sul "sesso tra anziani". Alla fine JD dopo tanti tentativi si rassegna con Melody, che voleva andare non oltre la pomiciata, Carla accetta la richiesta del marito, e Elliot riceve la proposta così come la sognava e JD capisce che al posto di Keith voleva esserci lui.

## Il mio congresso medico
- Titolo originale: My Conventional Wisdom
- Diretto da: Michael McDonald
- Scritto da: Bill Callahan

### Trama
Il fidanzamento tra Keith ed Elliot è pubblico e, per non pensare ad Elliot, JD parte per un convegno a Phoenix con Turk dove incontra Kim e scopre che aveva mentito sull'aborto e facendo imbestialire JD. Intanto al Sacro Cuore l'inserviente fa la parte del primario dell'ospedale, causa l'assenza del dottor Kelso, spendendo soldi per delle attrezzature ed Elliot organizza il matrimonio obbligando il dottor Cox ad essere presente alla cerimonia, dandogli il permesso di usare un macchinario della clinica privata per cui lavora, ma lui le rovina il momento felice facendole capire che forse ha detto di sì alla proposta di Keith perché era l'unica persona dentro l'ospedale con cui poteva avere una storia. Ma dopo una sfuriata di Jordan, il dottor Cox rassicura Elliot che Keith riuscirà a stare con lei senza problemi ma comincia lo stesso ad avere dei dubbi sul matrimonio. JD ancora infuriato decide di non aspettare Kim e ripartire per l'ospedale, dove ritrova la stessa Kim, che gli chiede il perché non l'abbia aspettata, ed Elliot, che gli chiede se per lui è giusto che sposi Keith.

## Il mio coniglio
- Titolo originale: My Rabbit (part 1)
- Diretto da: John Putch
- Scritto da: Aseem Batra, Kevin Biegel

### Trama
Elliot viene convinta da Carla che i suoi dubbi su Keith fossero solo un attacco di panico prematrimoniale e la distrae annunciando di aver organizzato il suo addio al nubilato. Elliot, però, stravolge i piani dell'amica, irritandola. Intanto, un JD riluttante parla con Kim: da una parte vorrebbe essere il padre del nascituro, dall'altra non riesce a perdonare la ragazza per quello che gli ha fatto. Spinto dalla sua coscienza, rappresentata come un uomo grasso in tuta e con la testa da coniglio, e dai consigli di Cox e Turk, accoglie Kim in casa propria. All'ospedale, JD, Cox e Turk sono impegnati nella cura di un paziente: il chirurgo decide di operarlo, ma dopo aver visto che avesse una figlia piccola, come lui, rinuncia, perché l'intervento sarebbe stato rischioso per un paziente anziano. JD, inoltre, scopre da Kim che il bambino sarà un maschio, che decide di chiamare Sam, come suo padre. Tornati a casa, Kim chiede a JD se un giorno o l'altro lui l'avrebbe potuta perdonare, ma lui le risponde che non vi è nessuna possibilità che la cosa accada. In colpa per averla ferita, la inserisce in un'uscita di Carla e Elliot, impegnate a cercare degli abiti per il matrimonio, dove Carla esprime tutto la sua irritazione per la mania di controllo di Elliot e Kim si dispera per le parole di JD. All'ospedale, Carla ed Elliot si riappacificano, venendosi incontro, e celebrando poi la festa per la futura sposa. JD, incalzato allora da Turk e Cox, comprende che un bambino in arrivo avrebbe cambiato totalmente la sua vita e persino la persona e il medico che sarebbe stato: ripensando a quanto difficile fosse stato per lui vivere il divorzio dei suoi genitori, entra di notte nella camera da letto di Kim, come lei aveva espresso il desiderio che lui facesse, e decide di darle un'altra possibilità, "anche se solo una su un milione".

## Il mio punto di non ritorno
- Titolo originale: My Point of No Return (part 2)
- Diretto da: Linda Mendoza
- Scritto da: Neil Goldman, Garrett Donovan

### Trama
JD e Kim vivono ormai insieme e sembrano essere tornati una coppia a tutti gli effetti. Cox non sopporta il fatto che JD sarà il padrino di sua figlia e che Jordan abbia voluto chiamare quest’ultima Jennifer Dylan, che abbreviato diventa JD. Aumentano le difficoltà nell'organizzazione del matrimonio tra Elliot e Keith. Cox cerca di "comprare" JD per non fargli fare il padrino, ma quest'ultimo resiste nonostante le offerte. Cox a sua volta cerca e trova un compromesso con Jordan e JD viene fatto fuori in favore del figlio più grande dei due, mentre la madrina sarà Carla. JD e Elliot iniziano ad avere dei dubbi sul loro futuro con Keith e Kim. Si ritrovano insieme in sala dipendenti mentendo ai rispettivi partner su finti turni di lavoro e parlano a lungo fra di loro, dei loro dubbi e delle loro paure. Keith nel frattempo è in balia dell'Inserviente (invitato al matrimonio), Todd e Ted su come dovrà trattare Elliot. 
JD ed Elliot continuano a parlare e si rendono conto di non avere quello che vogliono, si prendono per mano sul letto e si baciano.